# Edzardo I de Frisia Oriental
Edzardo I, también Edzardo el Grande (15 de enero de 1462 en Greetsiel - 14 de febrero de 1528 en Emden), fue conde de Frisia Oriental desde 1491 hasta su muerte en 1528.
Edzardo sucedió a su hermano Enno en 1492. Luchó con el Duque Jorge de Sajonia por Frisia y Groningen. La ciudad de Groningen lo aceptó como su señor en 1506, pero en 1514 renunció a él nuevamente en favor de Carlos de Güeldres.
Después de retornar de un peregrinaje a Jerusalén en 1492, asumió el gobierno de Frisia Oriental conjuntamente con su madre Theda. Tras la muerte de su madre en 1494, gobernó conjuntamente con su hermano menos significativo, Uko.
El gobierno de Edzardo se caracterizó por su enérgica aproximación a sus oponentes, los líderes frisones orientales Hero Oomkens de Harlingerland y Edo Wiemken de Jever, que pronto logró someter. También era un partidario de la Reforma Protestante en sus territorios, a través de la creación de nuevas leyes en Frisia Oriental, la reforma de la acuñación de moneda y la introducción de la primogenitura para su casa, la casa de Cirksena.
Su política exterior le llevó a una guerra de tres años (1514-1517) contra el Duque Jorge de Sajonia. La guerra fue librada mayormente en territorio frisón oriental, y causó la destrucción de amplias áreas. La ciudad de Aurich, por ejemplo, fue incendiada hasta los cimientos.
El Duque Jorge de Sajonia fue nombrado stadtholder de todos los territorios frisones en 1514 por el emperador Maximiliano I del Sacro Imperio Romano Germánico. Esto no fue aceptado por la ciudad de Groningen. El conde Edzardo vio en ello la oportunidad de expandir su influencia a la provincia de Groningen, y se autoproclamó protector de la ciudad. Como resultado, 24 duques y condes alemanes invadieron las tierras frisonas con sus tropas y devastaron la región. Edzardo fue proclamado proscrito (Reichsacht) por el emperador.
Durante los tres años de guerra, Edzardo finalmente logró mantener la mayor parte de Frisia Oriental bajo su control. Solo cuando Carlos V alcanzó el poder en los Países Bajos, Edzardo logró terminar la guerra al ser confirmado como gobernante de Frisia Oriental.

## Matrimonio e hijos
Contrajo matrimonio en 1498 con Isabel de Rietberg-Arnsberg (1470-1512), hija del Conde Juan I de Rietberg, y tuvo 3 hijos:
- Margarita (1500-1537), desposó a Felipe de Waldeck-Wildungen
- Enno (1505-1540), su sucesor
- Juan (1506-1574)